# Recopa Gaúcha de 2019
A Recopa Gaúcha de 2019 foi disputada em jogo único entre o Grêmio, campeão do Gauchão de 2018 e o Avenida, campeão da Copa FGF de 2018. A única partida, também valida pelo Campeonato Gaúcho de 2019, foi disputada em 10 de fevereiro de 2019, na Arena do Grêmio.

## Participantes
| Clube   | Cidade            | Classificação                        | Participação | Melhor Resultado |
| ------- | ----------------- | ------------------------------------ | ------------ | ---------------- |
| Grêmio  | Porto Alegre      | Campeão do Campeonato Gaúcho de 2018 | 1ª           | Estreante        |
| Avenida | Santa Cruz do Sul | Campeão da Copa FGF de 2018          | 1ª           | Estreante        |

## Partida

### Jogo Único
| 10 de fevereiro | Grêmio                                                                  | 6 – 0          | Avenida | Arena do Grêmio, Porto Alegre                                              |
| 18:30           | Luan 2', 74' · Everton 42', 83' · Leonardo Gomes 64' · Felipe Vizeu 89' | Súmula Borderô |         | Público: 23,794 Renda: R$ 892.311,00 Árbitro: RS Eleno Gonzalez Todeschini |

| Grêmio | Avenida |